# أوسكار لوبيز (موسيقي)
أوسكار لوبيز (بالإسبانية: Oscar Lopez)‏ هو موسيقي وعازف قيثارة تشيلي، ولد في 1954 في سانتياغو في تشيلي.

## وصلات خارجية
- الموقع الرسمي
- أوسكار لوبيز على موقع IMDb (الإنجليزية)
- أوسكار لوبيز على موقع ميوزك برينز (الإنجليزية)
- أوسكار لوبيز على موقع أول ميوزيك (الإنجليزية)
- أوسكار لوبيز على موقع ديسكوغز (الإنجليزية)